# Täxberg
Täxberg är ett naturreservat i Mora kommun i Dalarnas län.
Området är naturskyddat sedan 2014 och är 126 hektar stort. Reservatet består av äldre barrskog med inslag av lövträd. Området brann ner 1888 och har växt upp sedan dess.